# Atlanta Falcons 2017
La stagione 2017 degli Atlanta Falcons è stata la 52ª della franchigia nella National Football League e la terza con Dan Quinn come capo-allenatore.  È stata inoltre la prima stagione in cui la squadra disputa le sue partite casalinghe nel nuovo Mercedes-Benz Stadium dopo avere giocato i 25 anni precedenti al Georgia Dome, demolito il 20 novembre 2017.
Dopo la sconfitta nel Super Bowl dell'anno precedente, i Falcons hanno terminato con un record di 10-6 al terzo posto della division, riuscendo a fare ritorno ai playoff come wild card. Nel primo turno hanno battuto in trasferta i Los Angeles Rams ma sono stati eliminati nel successivo dai Philadelphia Eagles numero 1 del tabellone e futuri vincitori del Super Bowl.

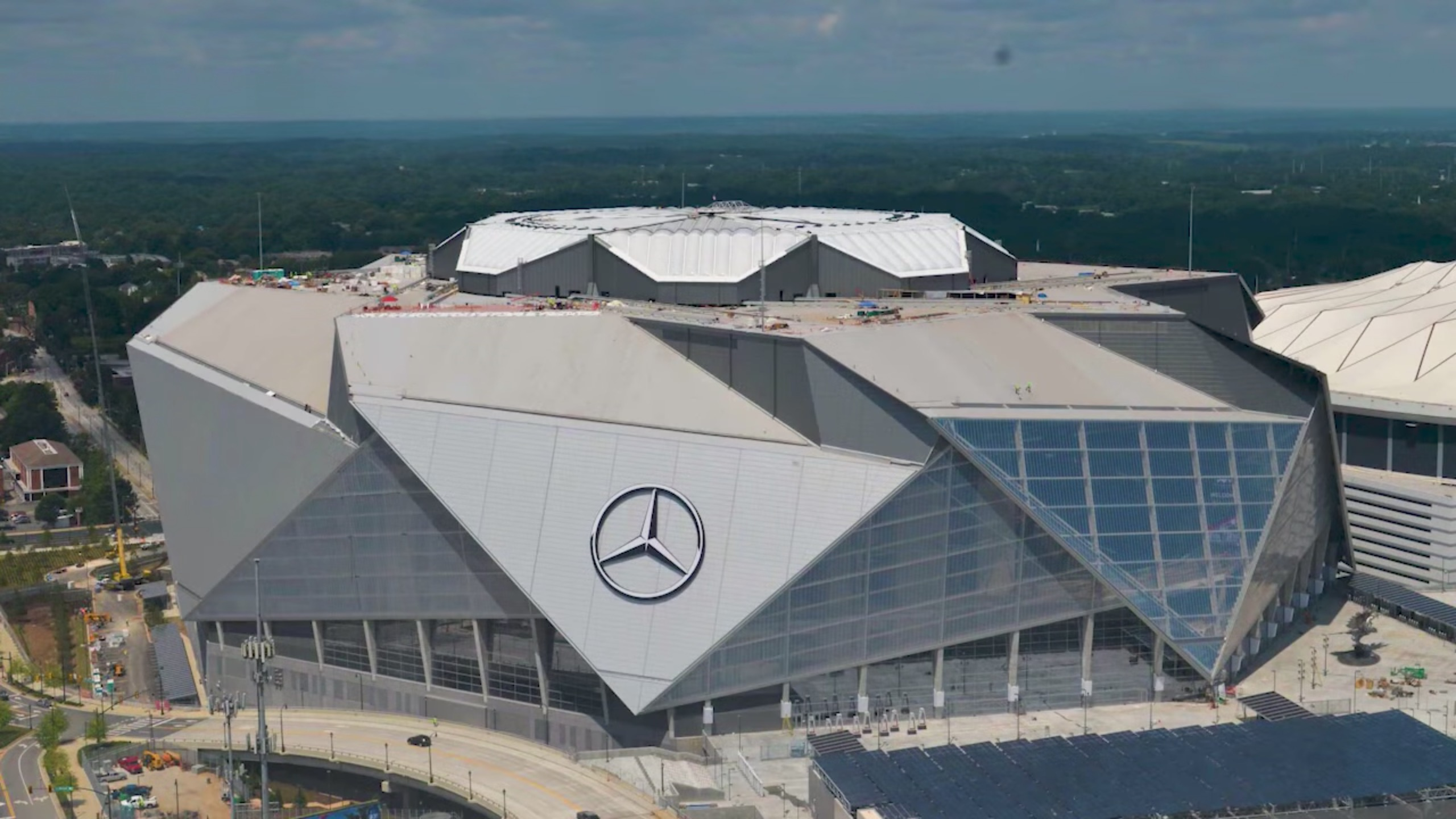
Nel 2017 i Falcons hanno debuttato nell'appena costruito Mercedes-Benz Stadium

## Scelte nel Draft 2017
| Scelte dei Falcons nel Draft 2017 |        |                    |       |                 |
| Giro                              | Scelta | Giocatore          | Ruolo | College         |
| 1                                 | 26     | Takkarist McKinley | DE    | UCLA            |
| 3                                 | 75     | Duke Riley         | LB    | LSU             |
| 4                                 | 136    | Sean Harlow        | C     | Oregon State    |
| 5                                 | 149    | Damontae Kazee     | CB    | San Diego State |
| 5                                 | 156    | Brian Hill         | RB    | Wyoming         |
| 5                                 | 174    | Eric Saubert       | TE    | Drake           |

## Staff
| Staff dei Atlanta Falcons nel 2017 |
| --- |
| Organi dirigenziali - Proprietario/Chairman: Arthur Blank - Presidente/CEO: Rich McKay - General Manager: Thomas Dimitroff - Assistente General Manager: Scott Pioli Capo allenatore - Dan Quinn Altri allenatori - Gestione prestazioni atletiche – A.J. Neibel - Preparatore atletico – Jesse Ackerman - Assistente – Jonas Beauchemin Allenatori dell'attacco - Coordinatore offensivo – Steve Sarkisian - Quarterback – Bush Hamdan - Running Back – Keith Carter - Wide Receiver/Gioco sui passaggi - Raheem Morris - Tight End – Wade Harman - Offensive Line – Chris Morgan - Assistente Offensive Line – Vacante - Assistente offensivo – Vacante - Assistente offensivo – Vacante Allenatori della difesa - Coordinatore difensivo – Marquand Manuel - Defensive Line – Bryant Young - Assistente Defensive Line - Jess Simpson - Linebacker – Jeff Ulbrich - Defensive back – Doug Mallory - Assistente difensivo – Vacante - Assistente difensivo/Linebacker – Vacante Allenatori dello special team - Coordinatore dello special team: Keith Armstrong - Assistente dello special team: Eric Sutulovich |

## Roster
| Roster degli Atlanta Falcons nel 2017 |
| --- |
| Quarterback - 2 Matt Ryan - 8 Matt Schaub Running Back - 40 Derrick Coleman FB - 26 Tevin Coleman - 24 Devonta Freeman - 25 Brian Hill - 28 Terron Ward Wide Receiver - 18 Taylor Gabriel - 14 Justin Hardy - 11 Julio Jones - 19 Andre Roberts - 12 Mohamed Sanu - 15 Nick Williams Tight End - 81 Austin Hooper - 85 Eric Saubert - 80 Levine Toilolo Offensive Linemen - 63 Ben Garland G - 64 Sean Harlow G - 67 Andy Levitre G - 51 Alex Mack C - 70 Jake Matthews T - 68 Austin Pasztor T - 74 Ty Sambrailo T - 73 Ryan Schraeder T - 71 Wes Schweitzer G Defensive Linemen - 99 Adrian Clayborn DE - 95 Jack Crawford DT - 97 Grady Jarrett DT - 98 Takkarist McKinley DE - 92 Dontari Poe DT - 50 Brooks Reed DE - 90 Derrick Shelby DE - 91 Courtney Upshaw DE Linebacker - 44 Vic Beasley OLB - 59 De'Vondre Campbell OLB - 56 Jermaine Grace OLB - 36 Kemal Ishmael OLB - 45 Deion Jones MLB - 42 Duke Riley OLB - -- Jordan Tripp MLB Defensive Back - 23 Robert Alford CB - 37 Ricardo Allen FS - 29 C.J. Goodwin CB - 27 Damontae Kazee FS - 22 Keanu Neal SS - 20 Sharrod Neasman SS - 30 Deji Olatoye CB - 34 Brian Poole CB - 21 Desmond Trufant CB - 33 Blidi Wreh-Wilson CB Special Team - 5 Matt Bosher P - 3 Matt Bryant K - 47 Josh Harris LS Lista delle riserve - 32 Jalen Collins CB (Sospeso) - 13 Devin Fuller WR (IR) - 96 Martin Ifedi DE (IR) - 52 Josh Keyes OLB (IR) - 41 Quincy Mauger CB (IR) - 53 LaRoy Reynolds MLB (IR) Squadra di allenamento - 35 Marcelis Branch FS - 76 Daniel Brunskill T - 87 Deante Burton WR - -- Jamil Douglas G - 89 Alex Gray TE - 17 Marvin Hall WR - 55 J'Terius Jones DE - 82 Joshua Perkins TE - 35 Jhurell Pressley RB - 93 Tani Tupou DT - 94 Joe Vellano DT 53 attivi, 6 inattivi, 11 nella squadra di allenamento |
| Legenda - I rookie sono in corsivo. - Il primo ruolo è il principale mentre gli eventuali successivi indicano i ruoli secondari. - (IR) sta per Injured Reserve ed indica la lista ristretta per un solo giocatore infortunato che può tornare ad allenarsi dopo la settimana 6 e a rientrare in prima squadra dopo che questa ha giocato 8 partite. - (NF-Inj.) / (NF-Ill.) stanno rispettivamente per Non-Football Injured e Non-Football Illness ed indicano le liste dove viene inserito un giocatore che ha un infortunio o una malattia non dipendente dal football americano. - (PUP) sta per Physically Unable to Perform ed indica la lista dove viene inserito un giocatore mentre è in attesa di recuperare la condizione fisica. Nella stagione regolare dopo la sesta partita giocata dalla propria squadra, il giocatore ha tempo tre settimane per riprendere ad allenarsi, più tre settimane aggiuntive dal suo rientro agli allenamenti per rientrare in prima squadra. |

## Calendario

### Stagione regolare
Il calendario della stagione è stato annunciato il 20 aprile 2017.
| Turno | Data               | Avversario              | Risultato          | Record             | Stadio                  | NFL.com recap      |
| ----- | ------------------ | ----------------------- | ------------------ | ------------------ | ----------------------- | ------------------ |
| 1     | 10/9               | at Chicago Bears        | V 23–17            | 1–0                | Soldier Field           | Recap              |
| 2     | 17/9               | Green Bay Packers       | V 34–23            | 2–0                | Mercedes-Benz Stadium   | Recap              |
| 3     | 24/9               | at Detroit Lions        | V 30–26            | 3–0                | Ford Field              | Recap              |
| 4     | 1/10               | Buffalo Bills           | S 17–23            | 3–1                | Mercedes-Benz Stadium   | Recap              |
| 5     | Settimana di pausa | Settimana di pausa      | Settimana di pausa | Settimana di pausa | Settimana di pausa      | Settimana di pausa |
| 6     | 15/10              | Miami Dolphins          | S 17–20            | 3–2                | Mercedes-Benz Stadium   | Recap              |
| 7     | 22/10              | at New England Patriots | S 7–23             | 3–3                | Gillette Stadium        | Recap              |
| 8     | 29/10              | at New York Jets        | V 25–20            | 4–3                | MetLife Stadium         | Recap              |
| 9     | 5/11               | at Carolina Panthers    | S 17–20            | 4–4                | Bank of America Stadium | Recap              |
| 10    | 12/11              | Dallas Cowboys          | V 27–7             | 5–4                | Mercedes-Benz Stadium   | Recap              |
| 11    | 20/11              | at Seattle Seahawks     | V 34–31            | 6–4                | CenturyLink Field       | Recap              |
| 12    | 26/11              | Tampa Bay Buccaneers    | V 34–20            | 7–4                | Mercedes-Benz Stadium   | Recap              |
| 13    | 3/12               | Minnesota Vikings       | S 9–14             | 7–5                | Mercedes-Benz Stadium   | Recap              |
| 14    | 7/12               | New Orleans Saints      | V 20–17            | 8–5                | Mercedes-Benz Stadium   | Recap              |
| 15    | 18/12              | at Tampa Bay Buccaneers | V 24–21            | 9–5                | Raymond James Stadium   | Recap              |
| 16    | 24/12              | at New Orleans Saints   | S 13–23            | 9–6                | Mercedes-Benz Superdome | Recap              |
| 17    | 31/12              | Carolina Panthers       | V 22–10            | 10–6               | Mercedes-Benz Stadium   | Recap              |

Note
- Gli avversari della propria division sono in grassetto.

### Playoff
| Turno      | Date | Kickoff       | Opponent (seed)            | Result  | Record | Game site                     | TV  | NFL.com recap |
| ---------- | ---- | ------------- | -------------------------- | ------- | ------ | ----------------------------- | --- | ------------- |
| Wild Card  | 6/1  | 8:15 p.m. EST | at Los Angeles Rams (3)    | V 26–13 | 1–0    | Los Angeles Memorial Coliseum | NBC | Recap         |
| Divisional | 13/1 | 4:35 p.m. EST | at Philadelphia Eagles (1) | S 10–15 | 1–1    | Lincoln Financial Field       | NBC | Recap         |

## Classifiche

### Conference
| Classifica della NFC 2017                                | Classifica della NFC 2017  | Classifica della NFC 2017 | Classifica della NFC 2017 | Classifica della NFC 2017 | Classifica della NFC 2017 | Classifica della NFC 2017 | Classifica della NFC 2017 | Classifica della NFC 2017 | Classifica della NFC 2017 | Classifica della NFC 2017 | Classifica della NFC 2017 | Classifica della NFC 2017 |
| #                                                        | Squadra                    | Division                  | V                         | P                         | N                         | %                         | DIV                       | CONF                      | PF                        | PS                        | D                         | STR                       |
| -------------------------------------------------------- | -------------------------- | ------------------------- | ------------------------- | ------------------------- | ------------------------- | ------------------------- | ------------------------- | ------------------------- | ------------------------- | ------------------------- | ------------------------- | ------------------------- |
| Vincitori delle division                                 |                            |                           |                           |                           |                           |                           |                           |                           |                           |                           |                           |                           |
| 1                                                        | xyz* – Philadelphia Eagles | East                      | 13                        | 3                         | 0                         | 81,3%                     | 5-1                       | 10-2                      | 457                       | 295                       | 162                       | P-1                       |
| 2                                                        | xyz – Minnesota Vikings    | North                     | 13                        | 3                         | 0                         | 81,3%                     | 5-1                       | 10-2                      | 382                       | 252                       | 130                       | V-3                       |
| 3                                                        | xy – Los Angeles Rams      | West                      | 11                        | 5                         | 0                         | 68,8%                     | 4-2                       | 7-5                       | 478                       | 329                       | 149                       | P-1                       |
| 4                                                        | xy – New Orleans Saints    | South                     | 11                        | 5                         | 0                         | 68,8%                     | 4-2                       | 8-4                       | 448                       | 326                       | 122                       | P-1                       |
| Wild Card                                                |                            |                           |                           |                           |                           |                           |                           |                           |                           |                           |                           |                           |
| 5                                                        | xw – Carolina Panthers     | South                     | 11                        | 5                         | 0                         | 68,8%                     | 3-3                       | 7-5                       | 363                       | 327                       | 36                        | P-1                       |
| 6                                                        | xw – Atlanta Falcons       | South                     | 10                        | 6                         | 0                         | 62,5%                     | 4-2                       | 9-3                       | 353                       | 315                       | 38                        | V-1                       |
| Non qualificate per i playoff                            |                            |                           |                           |                           |                           |                           |                           |                           |                           |                           |                           |                           |
| 7                                                        | Detroit Lions              | North                     | 9                         | 7                         | 0                         | 56,3%                     | 5-1                       | 8-4                       | 410                       | 376                       | 34                        | V-1                       |
| 8                                                        | Seattle Seahawks           | West                      | 9                         | 7                         | 0                         | 56,3%                     | 4-2                       | 7-5                       | 366                       | 332                       | 34                        | P-1                       |
| 9                                                        | Dallas Cowboys             | East                      | 9                         | 7                         | 0                         | 56,3%                     | 5-1                       | 7-5                       | 354                       | 332                       | 22                        | V-1                       |
| 10                                                       | Arizona Cardinals          | West                      | 8                         | 8                         | 0                         | 50%                       | 3-3                       | 5-7                       | 295                       | 361                       | -66                       | V-2                       |
| 11                                                       | Green Bay Packers          | North                     | 7                         | 9                         | 0                         | 43,8%                     | 2-4                       | 5-7                       | 320                       | 384                       | -64                       | P-3                       |
| 12                                                       | Washington Redskins        | East                      | 7                         | 9                         | 0                         | 43,8%                     | 1-5                       | 5-7                       | 342                       | 388                       | -46                       | P-1                       |
| 13                                                       | San Francisco 49ers        | West                      | 6                         | 10                        | 0                         | 37,5%                     | 1-5                       | 3-9                       | 331                       | 383                       | -52                       | V-5                       |
| 14                                                       | Tampa Bay Buccaneers       | South                     | 5                         | 11                        | 0                         | 31,3%                     | 1-5                       | 3-9                       | 335                       | 382                       | -47                       | V-1                       |
| 15                                                       | Chicago Bears              | North                     | 5                         | 11                        | 0                         | 31,3%                     | 0-6                       | 1-11                      | 264                       | 320                       | -56                       | P-1                       |
| 16                                                       | New York Giants            | East                      | 3                         | 13                        | 0                         | 18,8%                     | 1-5                       | 1-11                      | 246                       | 388                       | -142                      | V-1                       |
| Legenda                                                  |                            |                           |                           |                           |                           |                           |                           |                           |                           |                           |                           |                           |
| w — Qualificata ai playoff come wild card                |                            |                           |                           |                           |                           |                           |                           |                           |                           |                           |                           |                           |
| x — Qualificata ai playoff                               |                            |                           |                           |                           |                           |                           |                           |                           |                           |                           |                           |                           |
| y — Vincitrice della division                            |                            |                           |                           |                           |                           |                           |                           |                           |                           |                           |                           |                           |
| z — Qualificata direttamente al secondo turno di playoff |                            |                           |                           |                           |                           |                           |                           |                           |                           |                           |                           |                           |
| * — Vantaggio del fattore campo nei playoff              |                            |                           |                           |                           |                           |                           |                           |                           |                           |                           |                           |                           |

## Premi individuali

### Pro Bowler
Due giocatori dei Falcons sono inizialmente stati convocati per il Pro Bowl 2018:
- Julio Jones, wide receiver, 5ª convocazione
- Alex Mack, centro, 5ª convocazione

Ad essi si aggiunto il linebacker Deion Jones, alla prima selezione in carriera, chiamato dopo la defezione per infortunio di Luke Kuechly.

### Premi settimanali e mensili
- Desmond Trufant:

difensore della NFC della settimana 2
- Adrian Clayborn:

difensore della NFC della settimana 10
- Julio Jones:

giocatore offensivo della NFC della settimana 12
- Deion Jones:

difensore della NFC della settimana
- Matt Bryant:

giocatore degli special team della NFC della settimana 17